# ФК Еђетертеш

ФК Еђетертеш (мађ. Vörös Meteor Egyetértés Sport Klub), је био мађарски фудбалски клуб . Седиште клуба је било у будимпештанском XIV округу, Будимпешта, Мађарска. Боје клуба су плава и бела.

## Историјат клуба
ФК Еђетертеш под именом Вереш метеор еђетертеш СК (Vörös Meteor Egyetértés SK)је у првој лиги дебитовао у сезони 1921/22. Сезону је завршио као дванаести.
Током сезоне 1974/75. ФК Еђетертеш се сједионио са такође прволигашем ФК МТК (MTK Budapest FC) и наставио такмичење под именом МТК−ВМ. После овога ФК Еђетертеш више никада самостално није играо.

## Промена имена клуба
- 1907–? Спортски клуб Еђетертеш − Egyetértés Sport Club
- ?–1940 АК Еђетертеш − Egyetértés AC
- 1945 Вендеглатоипари мункашок ШК − Vendéglátóipari Munkások SC
- 1945–1951 Спортски клуб Еђетертеш − Egyetértés Sport Club
- 1951–1952 ШК Еђетертеш вереш метеор − Vörös Meteor Egyetértés SK
- 1953–1956 Вереш метеор Вендеглатоипари ШК − Vörös Meteor Vendéglátóipari SC
- 1956–1971 Спортски клуб Еђетертеш −  Egyetértés Sport Club
- 1972–1975 Спортски клуб Еђетертеш вереш метеор ÷ Vörös Meteor Egyetértés Sport Klub

## Достигнућа
- Прва лига Мађарске у фудбалу:
  - 12. место (1) :1921/22.
  - 9. место (1) :1968.
- Друга лига Мађарске у фудбалу:
  - Шампион : 1963 (јесен), 1967, 1970/71